# Polydora fulva
Polydora fulva är en ringmaskart som beskrevs av Grube 1878. Polydora fulva ingår i släktet Polydora och familjen Spionidae. Inga underarter finns listade i Catalogue of Life.